# Xorides flavotibialis
Xorides flavotibialis är en stekelart som beskrevs av Hilszczanski 2000. Xorides flavotibialis ingår i släktet Xorides och familjen brokparasitsteklar. Inga underarter finns listade i Catalogue of Life.